# The Chase Is Better Than the Catch: The Singles A & B's
The Chase Is Better Than The Catch: The Singles A & B's è una raccolta dei Motörhead, uscita nel 2000.

## Il disco
La raccolta comprende i singoli (disco 1) e alcune b-side (disco 2) di singoli usciti nel periodo 1977-1984 ed editi dalla Bronze Records.
Tutte le tracce sono scritte da Lemmy Kilmister, Eddie Clarke, Phil Taylor, eccetto "Louie Louie" di Richard Berry e "Leaving Here" di Holland, Dozier, Holland.

## Tracce

### Disco 1 (Lati A)
1. Louie Louie
2. Overkill
3. No Class
4. Bomber
5. Leaving Here - (live)
6. Stone Dead Forever - (live)
7. Ace of Spades
8. Motörhead - (live)
9. Iron Fist
10. I Got Mine
11. Shine
12. Killed by Death

### Disco 2 (Lati B)
1. Tear Ya Down
2. Too Late Too Late
3. Like A Nightmare
4. Over The Top
5. Dead Men Tell No Tales - (live)
6. Too Late Too Late - (live)
7. Dirty Love
8. Over The Top - (live)
9. Remember Me I'm Gone
10. Turn You Round Again
11. Hoochie Coochie Man - (live)
12. Under The Knife

## Formazione
- Lemmy Kilmister - basso, voce
- "Fast" Eddie Clarke - chitarra
- Phil "Philthy Animal" Taylor - batteria
- Brian "Robbo" Robertson - chitarra
- Phil Campbell - chitarra
- Würzel - chitarra
- Pete Gill - batteria